# Англо-французская война (1294—1298)
Англо-французская война (1294—1298) — вооружённый конфликт между Англией и Францией в герцогстве Аквитанском и водах Ла-Манша и Бискайского залива.

## Причины
Закончив покорение Уэльса, Эдуард I смог заняться наведением порядка в своих континентальных владениях. В 1286 он прибыл в Гиень, где оставался более трёх лет, до 1289. В 1286 он принёс Филиппу IV оммаж и получил обратно земли, обещанные ещё Людовиком IX. Казалось, что территориальный вопрос улажен, и причин для конфликта нет. Возникла, однако, неожиданная проблема: торговое соперничество между моряками Байонны и портов Нормандии.
Активные и предприимчивые, байоннцы теснили своих северных конкурентов. Семеро предпринимателей организовали компанию, получившую в 1279 от герцога Бретонского монопольное право на вылов у мыса Святого Матфея (Сен-Матье) местной разновидности сардины. Это было весьма прибыльное дело, так как засоленная сардина являлась основным продуктом питания для жителей побережья в постные дни. Байоннская монополия била по интересам местных рыболовов, которые выражали бурное негодование. В ответ англо-байоннские пираты 28 августа 1289 разграбили и сожгли Ле-Конке. Ирландские пираты начали нападения на торговые караваны, шедшие из Фландрии и Гаскони.
Эдуард I, не желавший ссориться с французами, приказал юстициарию Ирландии Вильяму де Вески не трогать больше французских торговцев и вернуть захваченное.
Однако во время Великого поста 1292 обычная драка между моряками привела к настоящему взрыву. Детали нам известны недостаточно, так как молва их исказила и усилила. Согласно жалобе подданных Эдуарда произошла ссора между моряками — байоннцем и нормандцем у источника близ мыса Святого Матфея. Каждый хотел добраться до него первым. Завязалась драка, в которой нормандец был убит или опасно ранен ножом. Его разгневанные товарищи взяли на абордаж вражеский корабль и перебили экипаж. В Руайане-на-Жиронде ещё 4 байоннских корабля были захвачены, а матросы убиты.
Через некоторое время корабли нормандцев прибыли в Бордо за грузом вина. Коннетабль Бордо Итье Ангулемский, следуя политике короля, созвал враждующих моряков и уговаривал их прекратить стычки под угрозой расправы. Казалось, что все успокоились. Англичане и байоннцы начали маленькими группами по 4—5 кораблей покидать Бордо, не беспокоясь о нормандцах. Внезапно 80 нормандских кораблей вышли из Жиронды и двинулись вдоль побережья на север, захватывая корабли и уничтожая экипажи. Этим они навели такой страх на подданных Эдуарда, что английские купцы покинули Бордо, не закончив погрузку.

## Необъявленная морская война
Филипп IV занял двусмысленную позицию, на словах порицая, а на деле поощряя действия нормандцев. В ответ начались жестокие расправы над французами в Аквитании, в том числе и над чиновниками французского короля. Нормандцы, уже 10 лет жившие в Бордо и Буре-на-Гаронне, были в 1292 перебиты «только потому, что говорили по-французски».
Весной 1293, едва стало известно о появлении байоннского флота в Ла-Манше и английских кораблей в Бордо, нормандцы вывели в море 300 кораблей, чтобы перехватить своих соперников. Корабли предусмотрительно разделили на три эскадры: арьергард, который курсировал у острова Батц, охраняя Ла-Манш, центр в районе Святого Матфея, и авангард у Пенмарха.
Семьдесят британских кораблей, шедших небольшими группами, были атакованы и захвачены, а команды перебиты. Англичане оценили свои потери в 20 тыс. ф. ст. У Ланьона 9 байоннских кораблей были сожжены, двадцать других сумели спастись из Сен-Мало, только два судна и 60 человек были захвачены нормандцами. Этих людей привели в город, где с ними жестоко расправились.
Одна нормандская эскадра отделилась, чтобы поохотиться в море за призами. Две другие, в количестве 200 кораблей, продолжили путь к Тонне-Шаранте и Сен-Жан-д'Анжели. Они взяли только половинный фрахт, чтобы быть более маневренными при встрече на обратном пути с английскими кораблями.
Англичане начали формировать эскадру в Пяти портах. По приказу короля в январе 1293 Стефан де Пенчестер, констебль Дувра, начал собирать флот из 57 кораблей, которые городам было приказано снарядить и снабдить каждый экипажем. Флот под командованием Роберта Типтофта, усиленный несколькими кораблями из Саутгемптона (всего было 60), 24 апреля вышел из Портсмута и направился к устью Сены, где разгромил торговый караван, потерявший 6 судов.
Затем англичане остановились у Сен-Матье, поджидая возвращения нормандских кораблей. Сражение 15 мая закончилось разгромом нормандцев, потерявших очень много людей и кораблей. Французы не сообщают количество, а по словам английского хрониста Уолсингема, нормандцы потеряли 15 тыс. человек.
Одержав победу, англичане и байоннцы разграбили Ла-Рошель.

## Оккупация Гиени
Филипп потребовал возмещения ущерба. Эдуард предложил создать совместную комиссию для расследования или передать дело в папский арбитраж, но король Франции отверг эти предложения, заявив, что как сюзерен имеет право сам судить своих вассалов.
В декабре 1293 король Франции вызвал Эдуарда I, как герцога Гиени, на суд Парижского парламента. Эта процедура обычно предшествовала объявлению войны, так как в случае отказа, французы объявляли о конфискации герцогства и вводили в него войска. Эдуард пытался уладить дело миром, сделав через своего брата Эдмунда Ланкастера, женатого на свекрови Филиппа Бланке д’Артуа, предложение ввести королевских солдат в крепости Гиени до той поры, пока тяжба будет урегулирована.
Предложение Эдмунда Ланкастера французские историки называют безнадёжно глупым и удивляются, как такой прожженный политик, как Эдуард I, мог допустить подобную ошибку. Если он надеялся, что Филипп будет строго соблюдать феодальное право, то крупно просчитался. Король Франции действовал со своим обычным двуличием: он ввел войска в крепости, в том числе в Бордо, а потом взял и оккупировал Гиень. Операцией руководил коннетабль Рауль де Нель. 5 мая 1294 Парижский парламент объявил о конфискации герцогства за нарушение Эдуардом вассальной присяги.

## Кампания 1294
Узнав о действиях Филиппа, Эдуард направил сеньорам и городам Гиени циркулярное письмо, объясняя, что французы его обманули, и призывая к восстанию.
Сам он собрал три эскадры: на западе Ормонд защищал пролив Св. Георга с кораблями из Ирландии и Бристоля. На востоке 53 корабля из Ярмута под командой Джона де Ботетура и королевские баржи прикрывали устье Темзы. У Портсмута эскадра Пяти портов под командованием Типтофта и 200 транспортов Вильяма Лейберна отплыли в Гиень с отрядом из 500 тяжеловооружённых всадников и 20 тыс. пехоты (август 1294). Ботетур и Лейберн впервые в английской истории были назначены адмиралами.
Командовать войсками 1 июля был назначен Жан II Бретонский, но фактически экспедицией руководили сенешаль Аквитании Джон Сен-Джон, Аманье д’Альбре и Роберт Тайбетот. Герцог Бретонский созвал 19 августа в Плоэрмеле своих вассалов, чтобы провести сбор ополчения, однако явилось мало людей, так как у бретонцев не было желания сражаться за Англию.
Задержанные ветрами у Плимута и Дартмута, англичане, пограбив по пути французский берег Ла-Манша, только 10 октября причалили у Сен-Матье. 15 октября англичане высадились на острове Ре, где предали смерти множество жителей. Их флот бросил якорь у Бура на Жиронде 1 ноября. 8-го взяли Блай. Пройдя на виду у коннетабля Рауля де Неля, оборонявшего Бордо, они высадили у Ла-Реоля 300 всадников и 7000 наёмников под командованием Жана Бретонского. Остальная эскадра направилась к Байонне, где её появление вызвало восстание 1 января 1295, изгнавшее французов и их сторонников.
Эдуард планировал осенью направить в Гиень дополнительные силы под командованием графов Ланкастера и Линкольна, а к Рождеству намеревался и сам прибыть в герцогство. Однако снаряжение войска и флота легло таким бременем на его подданных, что не до конца усмиренный Уэльс снова восстал, и королю пришлось отложить экспедицию. Тяжёлая кампания в Уэльсе заняла около года и вызвала ещё большие расходы.

## Поиск союзников
Понимая, что в одиночку ему с французами не справиться, Эдуард начал активный поиск союзников. Осенью 1294 — весной 1295 были заключены договоры с германским королём Адольфом Нассауским (12.10.1294), архиепископом Кельна, графами Голландии, Гельдерна, Брабанта и другими нижнерейнскими сеньорами. Английские дипломаты склонили к союзу епископа Базеля и графа Савойи. Король Кастилии также предложил поддержку.
Нуждавшийся в деньгах германский король согласился объявить войну Франции в обмен на субсидию в 100 тыс. марок. На практике Адольф ограничился угрозами, направив в ноябре 1294 Филиппу письмо, в котором жаловался на захват французами имперских территорий и заявлял, что выступит против Франции со всеми своими силами. Филипп отправил ему в ответ послание, состоявшее всего из двух слов: Trop Allemand (слишком немец).
Обменявшись любезностями, он всё-таки вступил с немцем в переговоры, рассчитывая оторвать его от союза с англичанами при помощи подкупа. В чём и преуспел. Так же ему удалось коррумпировать герцога Брабанта, графа Савойи и других сеньоров; только Жан де Шалон и граф де Бар (зять английского короля) остались верны Эдуарду.
Филипп, в свою очередь, также начал искать союзников. В Ананьи 23 июня 1295 был заключён тайный договор с Арагоном, обещавшим предоставить 40 галер и 7200 человек под командованием прославленного арагонского адмирала Роже де Лориа. Король Франции выговорил себе половину взятой добычи, только английского короля, если его удастся захватить, арагонцы потребовали себе.
Эдуард также пытался переманить знаменитого арагонца на свою сторону, направив к нему 27 апреля 1295 своего представителя. Заодно он пытался договориться с королём Хайме о том, чтобы нанять на службу альмогаваров.
21 октября в Париже был подписан договор с Норвегией, которая пообещала предоставить 200 галер и 100 больших нефов, с 50 тыс. человек. Хотя Эйрик II и ратифицировал договор в 1296 в Бергене, а его брат герцог Хакон женился на Изабелле, графине де Жуаньи, сделка не состоялась, так как Норвегия вступила в войну с тогдашней хозяйкой северных морей — Данией.
Единственным альянсом, который действительно принёс пользу, был союз с королём Шотландии Джоном Балиолем, заключённый 23 октября 1295 и положивший начало длительному антианглийскому сотрудничеству двух монархий. Уже в ноябре Балиоль начал враждебные действия против англичан, задержав Эдуарда на острове ещё на год.

## Создание французского военно-морского флота
Лишившись большей части нормандских кораблей, Филипп IV решил использовать ресурсы Средиземноморья, надеясь, что тамошние галеры смогут действовать в океане. Уже в конце 1292 в рамках совместного франко-сицилийского проекта в Провансе были спущены на воду 20 галер новой конструкции, вызвавших у генуэзцев удивление своими размерами. Финансирование и надзор за проведением работ обеспечивал сиенский банкирский дом Баккози.
4 апреля 1294 Карл II Хромой передал эту эскадру представителю Филиппа IV генуэзцу Гильому Боккюзу, вигье Эг-Морта. Соответственно, королю Франции пришлось принять на себя кредитные обязательства перед сиенскими банкирами. В Марселе Гильом Боккюз активно строил галеры. Поскольку он был слишком старым для командования, эскадру (30 галер, каждая вмещала по 160 человек) возглавил его сын Гильом Пьер де Мар, шателен Эг-Морта.
Корабли вышли из Марселя 1 апреля 1295. Через два месяца они были у берегов Нормандии и разграбили остров Джерси. В Руане они присоединились к другой эскадре галер, построенных генуэзскими специалистами зимой 1293—1294. В качестве основы для экипажей было направлено 1600 моряков из Эг-Морта. В результате совместных усилий кораблестроителей из Северной Франции, Прованса, Генуи и Фландрии в Руане и Арфлёре к началу 1295 было построено 50 галер и 7 галиотов, принявших на борт 7—8 тыс. итальянцев и провансальцев.
Филипп обратился за помощью и к ганзейцам. 55 их кораблей направились во Францию. Эдуард в январе 1295 приказал их задержать, но ничего не добился. После того как они выгрузились, французы арендовали или купили для усиления флота часть этих кораблей. Также подошли 10 испанских и португальских кораблей, нормандские порты снарядили 223 вооружённых судна. Снаряжение такого флота стоило огромных денег, и Филиппу с помощью чрезвычайных налогов и поборов удалось собрать 1 579 200 ливров. В целом собрали около 350 кораблей. Командование было поручено Жану д’Аркуру и Матье де Монморанси.

## Кампания 1295

### Операции в Гиени
Зимой 1294—1295 англичане захватили Бур, Ла-Реоль и ещё несколько крепостей на берегу реки. 1 января 1295 они подчинили Байонну, а вскоре Сорд и Сен-Север. Провинция восстала и только подход на помощь Карла Валуа со значительным подкреплением позволил сохранить французское влияние. 25 марта Валуа осадил Ла-Реоль, где оборонялись Джон Сен-Джон и Жан Бретонский. К нему на соединение подошёл из Бордо коннетабль, по пути взявший после восьмидневной осады Подансак (3 апреля). Его комендант капитулировал на условиях, выгодных для англичан, но оставлявших гасконцев пленниками в руках французов. 7 апреля Валуа приказал повесить 70 пленных гасконцев перед Ла-Реолем. Это посеяло рознь между англичанами и гасконцами. Британцы и Жан Бретонский под покровом ночи решили покинуть крепость, но караульные заметили их бегство и гасконцы бросились в погоню, нагнав и убив тех, кто не успел сесть на корабли. 8 апреля французы взяли крепость.
Затем французы осадили Сен-Север. Гуго де Вер, сын графа Оксфорда, защищал крепость с большим мужеством. Осада длилась больше трёх месяцев, пока болезни и голод, от которых страдали и осаждавшие и осажденные, не заставили принять посредничество графа де Фуа. Было заключено перемирие на две недели, по истечении которых крепость должна была сдаться, если не получит помощи из Байонны. Помощь не появилась, крепость была сдана, а гарнизон выпущен с оружием и имуществом. Валуа потерял под Сен-Севером 1500 человек.
29 июля он сдал командование графу де Фуа и отбыл во Францию. В июле было заключено перемирие, 14 августа Эдуард согласился передать дело на арбитраж папе, если французы сделают то же самое, но 30 сентября обвинил Филиппа в двуличии, и 9 октября снова обратился к гасконским сеньорам за поддержкой, направив к ним своего брата. Мятеж в Шотландии заставил Эдуарда продлить перемирие до Рождества.

### Морские операции
Эскадра Монморанси направилась во Фландрию, где приняла на борт фламандские войска. 1 августа она высадила перед Дувром 15 тыс. человек. Город был взят и сожжен. Замок упорно оборонялся и его взять не удалось. Потеряв 500 человек, нападавшие вернулись на корабли. На обратном пути англичане их слегка потрепали, после чего Монморанси вернулся в Кале. Аркур добился и того меньше. С 66 кораблями, имея на борту 70 рыцарей, 400 оруженосцев, и 1050 пехотинцев, он курсировал вдоль берегов Фландрии, перехватывая английских купцов.
Король счел результаты кампании неудовлетворительными, так как на одну оплату экипажам было потрачено 138 тыс. ливров, а захватили лишь несколько кораблей с зерном и макрелью. Только южане взяли довольно много призов. Незадачливые адмиралы были вызваны в Париж для объяснений, и если Монморанси всё-таки получил новое назначение, то Аркура отдали под суд, припомнив ему кое-какие прошлые преступления.
По сведениям английских хронистов, эскадра из трёх больших нефов, двух галер и ещё нескольких кораблей была направлена к берегам Шотландии, чтобы побудить её к борьбе с англичанами. Французы намеревались атаковать Бервик, последний английский город на севере, подошли к нему 1 ноября, но буря уничтожила корабли.
Англичане постарались отомстить: Портсмутская эскадра направилась к берегам Фландрии, откуда ушли французы, и захватила там 15 испанских кораблей. Другая, выйдя из Ярмута, напала на Шербур, разграбив тамошнее аббатство, а Котантен был опустошен с таким усердием, что жители Барфлёра даже через 30 лет хорошо помнили об этом.

## Кампания 1296
Потерпев неудачу в морских операциях, Филипп IV попытался организовать торговую блокаду Англии, для чего провел переговоры с коммерческими партнёрами англичан. Ганзейцы пообещали не импортировать шерсть и кожу из Англии, Шотландии и Ирландии. После встречи Филиппа с Флоренцем, графом Голландии, эта страна также присоединилась к блокаде. Только фламандским портам 1 июня 1296 позволили принимать нейтральные корабли с грузами из союзной Шотландии.
Эдуард приказал перенаправить купцов в Брабант, все ещё остававшийся союзником, но в марте французы послали эскадру из Арфлёра, которая захватила несколько британских кораблей. 31 мая она вернулась с пятью призами. Пополнив запасы, корабли в июле снова вышли в море с намерением атаковать Ярмут, подобравшись к нему под видом рыболовной флотилии. Англичан обмануть не удалось: подойдя к порту французы наткнулись на эскадру адмирала Ботетура, сосредоточенную там с 18 июля. Пришлось ограничиться крейсированием в Северном море в течение лета и осени. Чтобы свести к минимуму потери, Эдуард приказал выпускать торговые корабли только под охраной военных конвоев; в одном из боев с англичанами французы потеряли королевский неф «Филипп».
Вторая эскадра стояла на якоре у Шербура на случай английской высадки. Назначенный командовать 23 декабря 1295 Отон де Торси, адмирал галер, наблюдал за движениями английского флота, собиравшегося у Плимута в начале 1296. 15 января англичане отплыли к мысу Сен-Матье. На борту находилась армия под командованием Эдмунда Ланкастера и Генри де Ласи, графа Линкольна. Причалив у Сен-Матье, англичане хотели пополнить запасы, но жители отказались им помогать. Тогда валлийские наёмники разграбили монастырь, сожгли город и все вокруг в радиусе лье, после чего направились к Бресту. Этот город был им не по зубам, но они сильно опустошили окрестности.
Достигнув Гиени, англичане 22 марта взяли Леспар, а 24-го атаковали Бордо, но встретили там отпор со стороны двух тысяч солдат командира арбалетчиков Жана де Брюла и капитана корабельной армии Удара де Мобюиссона. Потерпев поражение в боях в гавани и на улицах города, англичане спустились по Жиронде, сожгли по дороге Лангон и Сен-Макер, и ушли в Байонну. Филипп решил усилить оборону провинции, направив туда войска Роберта II д’Артуа и эскадру Отона де Торси. Торси, выйдя в апреле из Шербура, разграбил Гернси, а войдя в Жиронду, блокировал занятые противником крепости. Английские корабли вышли из Байонны и французская эскадра, опасаясь принимать бой, укрылась в Бордо и Ла Реоле.
Пребывание английского флота в Байонне обеспокоило басков, уже потерявших несколько торговых кораблей, и в свою очередь захвативших несколько байоннских. Опасаясь репрессалий, баскские порты Сантандер, Ларедо, Кастро-Урдиалес, Виттория, Бермео, Гетариа, Сан-Себастьян и Фуэнтеррабиа образовали эрмандаду. В мае 1296 они прервали торговлю с Байонной, Англией и Фландрией до конца войны.
Англичане повели наступление в Гиени и осадили Дакс. Горожане, поддержанные Роже-Бернаром де Фуа и Ги де Клермоном, маршалом Франции, упорно сопротивлялись и англичане, сняв осаду, ушли в Байонну. Артуа прибыл уже после окончания осады, 15 августа. Он направился к замку Бельгард. Ланкастер двинул на помощь войска под командованием сенешаля Сен-Джона и графа Линкольна. Узнав об этом, Артуа, оставив перед замком небольшой отряд, скрытно двинулся с основными силами навстречу англичанам. Он сумел застать их врасплох, атаковав во время марша через лес, и одержал значительную победу. В плен попали сенешаль, граф Мортимер и другие.

## Кампания 1297
Усмирив в 1296 (как ему казалось) Шотландию и низложив Балиоля, Эдуард в начале 1297 объявил о намерении высадиться в Нидерландах, чтобы встать во главе антифранцузской коалиции. Фландрия, чье промышленное производство зависело от импорта английской шерсти, страдала от торговой блокады, а графу Ги де Дампьеру надоело терпеть унижения, которым его подвергал французский король. 8 марта 1297 в Брюгге был заключён англо-фламандский союз.
В Англии, однако, недовольство баронов чрезмерными расходами короля и усилением налогового гнета грозило перерасти в бунт. Это не позволило королю собрать нужного числа войск и он отплыл во Фландрию, имея всего несколько тысяч человек. Вдобавок, когда корабли вышли в море, между моряками Пяти портов и Ярмута произошло форменное сражение, 25 кораблей из Ярмута были сожжены, и королю едва удалось вывести из боя три своих больших нефа с казной. 23 августа он высадился в Слейсе с отрядом валлийцев и ирландцев.
Однако, к тому моменту, когда прибыли англичане, граф Фландрский уже потерпел поражение (20 августа в битве при Фюрне). Лилль и Брюгге, на который Эдуард рассчитывал как на базу для своих операций, сдались французам. Король Англии и граф Фландрский укрепились в Генте, на границе Франции и империи, где тщетно ожидали подхода Адольфа Нассауского. Положение союзников становилось все хуже: в Шотландии началось восстание Уильяма Уоллеса, английские бароны были на грани мятежа, и даже на улицах Гента то и дело происходили стычки между валлийскими наёмниками Эдуарда, пытавшимися грабить население, и фламандцами. 9 октября было заключено перемирие в Вив-Сен-Бавоне. В апреле 1298 Эдуард вернулся в Англию.
В Гиени, большая часть которой была подчинена французскими войсками, активные боевые действия в первой половине 1297 прекратились, и в конце июня Роберт II д’Артуа был отозван на фламандский фронт. Губернатором Аквитании и Гаскони был назначен сенешаль Тулузы Гишар де Марсьяк (или де Массак).

## План высадки в Англии

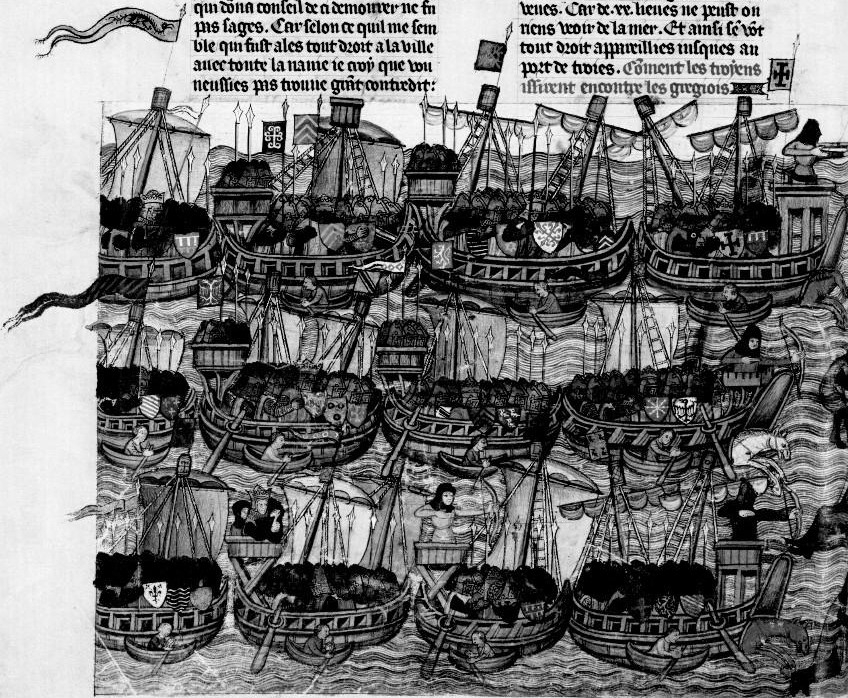
Средневековая десантная операция. Справа на картинке — выгрузка лошадей из юиссье. Иллюстрация из манускрипта Les livres des histoires du commencement du monde (XIV в., Парижская национальная библиотека)

Летом 1297 руководство флотом было поручено великому адмиралу Кастилии генуэзцу Бенедетто Заккариа, одному из лучших флотоводцев своего времени, победителю при Мелории. Он был назначен главным адмиралом короля и составил план высадки в Англии, который позволил бы «предать страну (Англию) огню и пламени».
Заккариа полагал, что для проведения высадки будет достаточно 20 юиссье (на тот момент имелось 16), четырёх галер и 80 транспортов. Две галеры должны были сопровождать юиссье и прикрывать высадку, две другие — курсировать между Руаном и английским берегом, обеспечивая доставку фуража и продовольствия. Каждый юиссье брал на борт 20 всадников с лошадьми, оруженосцами и снаряжением. Всего в экспедиции должно было участвовать 400 всадников, 400 пехотинцев и 4800 моряков.
Экипажи кораблей должны были состоять из отборных моряков, которым полагалось повышенное жалование: 40 су вместо обычных 35. Наземную операцию планировалось провести в марте — июле. Моряки в это время должны были охранять корабли и место высадки. Общие расходы на проведение четырёхмесячной операции оценивались в 64 тыс. ливров. Также важным условием было обеспечение секретности.
Подготовка к масштабной десантной операции проводилась осенью и зимой 1297—1298, но, ввиду прекращения военных действий, она не была осуществлена.

## Мир
27 июня 1298 при посредничестве папы Бонифация VIII был заключён договор, прекративший военные действия. Стороны обязались не оказывать поддержки Фландрии и Шотландии. Вопрос о Гиени, однако, ещё предстояло урегулировать. Летом 1299 Эдуард женился на дочери Филиппа III, а его наследник был помолвлен с дочерью Филиппа IV Изабеллой. Перемирие продлевалось в 1300 и 1301, наконец, 20 мая 1303 в Париже был заключён окончательный мир. Французский король, занятый войной во Фландрии, и готовивший расправу над римским папой, был вынужден вернуть Эдуарду герцогство Гиень, восстановив довоенное положение.